# Orgilus fischerianus
Orgilus fischerianus är en stekelart som beskrevs av Taeger 1989. Orgilus fischerianus ingår i släktet Orgilus och familjen bracksteklar. Inga underarter finns listade i Catalogue of Life.